# Maicon Tenfen
Maicon Tenfen (Ituporanga, 31 de dezembro de 1975) é um escritor brasileiro.

## Biografia
Maicon Tenfen nasceu em Ituporanga (SC) no dia 31 de dezembro de 1975.
Em 1998 formou-se em Letras na FURB (Universidade de Blumenau), onde hoje é professor de literatura e coordenador da Editora Universitária. Concluiu o Mestrado em Literatura Brasileira (2002) e o Doutorado em Teoria Literária (2006) na UFSC (Universidade Federal de Santa Catarina). Realiza palestras sobre leitura e cidadania em escolas de ensino fundamental, médio e superior.
Por mais de dez anos escreveu crônicas semanais para o Diário Catarinense (2002-2013). Também colaborou com o Jornal de Santa Catarina, assinando uma coluna diária entre 2007 e 2011. Escreveu resenhas e artigos de opinião para o Jornal do Brasil e a revista Veja.
Participou de cursos de roteiro para cinema e TV com Syd Field, William Rabkin e Robert McKee. Desde 2016 coordena a equipe de roteiristas responsáveis pela série de animação Boris e Rufus, atualmente em exibição pelo canal a cabo Disney XD no Brasil e em toda a américa hispânica. A série também é exibida na TV Cultura.
A partir da publicação do primeiro livro, em 1996, lançou duas dezenas de títulos entre crônicas, contos, ensaios e romances. Por duas vezes recebeu o primeiro lugar no Concurso de Contos Paulo Leminski, promovido pela Unioeste de Toledo (PR). Também foi primeiro lugar no Concurso Nacional de Contos de Araçatuba (SC).
Quissama: O Império dos Capoeiras foi finalista do Prêmio Jabuti em 2015 na categoria juvenil.
O Manuscrito, uma autobiografia ficcional do poeta Álvares de Azevedo, foi finalista da edição 2018 do Prêmio Leya.

## Obra

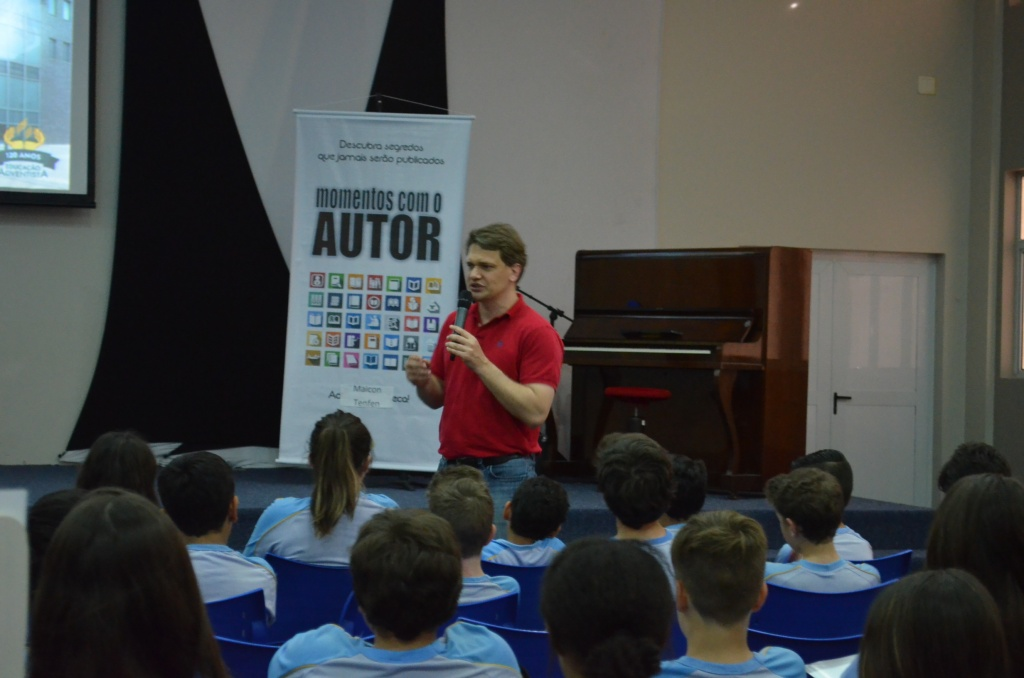
Maicon Tenfen em palestra sobre o livro Quissama

### Livros publicados

#### Ficção
- Entre a Brisa e a Madrugada (1996)
- Um cadáver na banheira (1997)
- O segredo da montanha (1998)
- O impostor (1999)
- O Filho do Feliciano (2000)
- Mistérios, mentiras e trovões! (2002)
- Casa Velha Night Club (2009)
- A Galeria Wilson (2010)
- O conto do cão paladino (2012)
- Canil para cachorro louco (2013)
- Quissama I: o império dos capoeiras (2014)
- Quissama II: território inimigo (2018)
- Dinamene (2020)
- A Vida Secreta de Um Poeta (2023)

#### Infantil
- O filho do capitão trovão (2017)

#### Crônicas
- Mania de Grandeza (2005)
- A Culpa é do Mordomo (2006)
- O homem que pronominava (2010)
- Ler é uma droga! (2012)

#### Ensaio
- Breve Estudo sobre o Foco Narrativo (2008)

### Jornalismo
Maicon Tenfen passou a colaborar mais intensamente com a imprensa do seu estado através de uma coluna semanal no Diário Catarinense (2002 - 2013) e com uma coluna diária no Jornal de Santa Catarina (2007 - 2011), como também publicou artigos e resenhas em jornais e revistas de âmbito nacional, como o Jornal do Brasil.

### Animação
Em meados de 2016, Maicon Tenfen foi convidado pelo Belli Studio para participar da produção de uma série original de animação chamada Boris e Rufus. A série, que será exibida pela Disney XD América Latina, contará com alguns roteiros do escritor, que também atua como headwriter. 

### Literatus  TV
Literatus TV é um programa de incentivo à leitura veiculado na internet pelo YouTube e na televisão pela TV Nacional do Brasil (NBR). Inicialmente, Maicon Tenfen apresentava o programa em parceria com Vilto Reis (editor do site de literatura Homo Literatus), porém, o escritor acabou assumindo o comando do programa e manteve uma rotatividade de convidados a cada semana. Dos clássicos aos best-sellers, das páginas às telas e palcos, o programa discute literatura de uma forma descontraída e livre de preconceitos.

## Oficinas de escrita criativa
Maicon Tenfen também dedica parte de seu tempo para transmitir o conhecimento sobre narrativas, promovendo oficinas de escrita criativa. Foram publicados Projeto Alpha e Projeto Beta, antologia de contos produzidos nas diferentes versões do curso.

## Prêmios

### Concurso Nacional de Contos Paulo Leminski
Em O Impostor está o conto "Diablo", vencedor do 8º Concurso de Contos Paulo Leminski (1997), e um texto autobiográfico chamado "Sobre a Arte de Voar", considerados por críticos os melhores do volume. Mais tarde, cada conto de O Impostor seria republicado em fascículos ilustrados e, com uma tiragem totalizando a soma de 100 mil exemplares, distribuídos pelas Edições Sabida para todos os estados brasileiros. Acrescentou-se aos fascículos o conto "Toninho Charola", que também havia conquistado o primeiro prêmio do Concurso Paulo Leminski (1999).

### Concurso Nacional de Contos de Araçatuba
O conto "Nick Fourier", vencedor do Concurso Nacional de Contos de Araçatuba (2005), está no livro Casa Velha Night Club, e reflete sobre a vida de escritor e as dicotomias entre alta e baixa literaturas.

### Prêmio Jabuti de Literatura
Em 2015 o livro Quissama: o império dos capoeiras, publicado pela Editora Biruta em 2014, ficou entre os finalistas do Prêmio Jabuti na categoria juvenil. 

### Prêmio Leya
Em 2018 o livro O Manuscrito ficou entre os finalistas do Prêmio Leya.

### Prêmio Nacional de Literatura Unicred
Em 2022 o livro Dinamene, publicado pela Editora Salto Grande em 2020, conquistou o prêmio de melhor obra do gênero romance.

## Adaptações

### Quissama: o império dos capoeiras

Jogo de tabuleiro Quissama

O livro Quissama ganhou uma adaptação para jogo de tabuleiro em 2015. Da autoria de Ricardo Spinelli e com ilustrações de Rubens Belli, Quissama é um jogo de temática brasileira e mecânica europeia. Assim como no livro, o jogo é ambientado no Rio de Janeiro do século XIX e cada personagem disputa um objetivo. 